# 1349 (együttes)
Az 1349 egy oslói black metal együttes. 1349-ben az egész Európán végigsöprő nagy pestisjárvány Norvégiába is elért, nagy pusztítással járva, innen a formáció neve. 
Kezdetben olyan csapatok hatottak rájuk, mint a korai Enslaved, a Mayhem, a Darkthrone, a Celtic Frost, vagy éppenséggel az Immortal. A zenekar mind az imázsát tekintve, mind a zenében a nyers, brutális „true” black metal elkötelezettje, bár ez a hozzáállás a 2009-es Revelations of the Black Flame című albumukra nem teljesen jellemző hiszen itt a jól ismert stílusjegyek mellé bekerültek dark ambient hatások is, és a zene is lassabb lett. Érdekesség még, hogy a dobosuk 2003 óta Frost a Satyriconból. 2010 áprilisában készítették el ötödik albumukat Demonoir címmel, melyen progresszív és dark ambient hatások is fellelhetők a black metal mellett.

## Tagok

### Jelenlegi tagok
- Olav "Ravn" Bergene – ének (1997–), dob (1997–2000)
- Tor Risdal "Seidemann" Stavenes – basszusgitár (1997–)
- Idar "Archaon" Burheim – gitár (1999–)
- Kjetil-Vidar "Frost" Haraldstad – dob (1999–)

### Korábbi tagok
- Lars "Balfori" Larsen – gitár (1997–1998)
- André "Tjalve" Kvebek – gitár (1997–2006)

### Koncerttagok
- Tony Laureano – dob (2006)
- Morten "Teloch" Iversen – gitár (2006–2007)
- Mads Guldbekkhei – dob (2007–2008)
- Thor "Destructhor" Anders Myhren – gitár (2008)
- Tony "Secthdamon" Ingibergsson – gitár (2009)
- Jon "The Charn" Rice – dob (2012)
- Sondre Drangsland – dob (2014–)

## Diszkográfia

### Demók
- Demo (1998)
- Chaos Preferred (1999)

### Stúdióalbumok
- 1349 (EP) (2000)
- Liberation (2003)
- Beyond the Apocalypse (2004)
- Hellfire (2005)
- Revelations of the Black Flame (2009)
- Demonoir (2010)
- Massive Cauldron of Chaos (2014)
- The Infernal Pathway (2019)